# Cinemotions
 (mai 2014).
CinEmotions est une association loi de 1901 créée en 1994 et fournissant des informations cinématographiques en ligne, basées sur la région lilloise. Après une première fermeture en décembre 2017, Pascal Deroy, fondateur et dirigeant de CinEmotions.com, annonce, le 19 février 2018, que le site rouvre après avoir potentiellement trouvé un nouveau partenaire. Le site annonce, sur Facebook et Twitter, qu'il ferme ses portes le 7 juin 2018, n'étant plus capable de se soutenir financièrement,.